# 로보짱 큐빅스
로보짱 큐빅스는 대원미디어가 제작한 TV 애니메이션 시리즈이다. 2004년 2월 12일부터 2004년 5월 6일까지 KBS 2TV에서 총 13화로 방영 종료되었다.

## 줄거리
주인공인 하늘과 하늘의 아버지가 세계 최대 로봇제작업체인 로빅스사의 본사가 자리잡고있는 작고 평온한 마을 버블타운으로 이사를 오게된다.

## 방송 일시
| 방송 채널 | 방송일                    | 방송 시간 |
| --------- | ------------------------- | --------- |
| KBS 2TV   | 2004년 2월 12일 ~ 5월 6일 | 종료      |

## 등장인물
- 큐빅스
- 박하늘
- 구유리
- 백민우
- 심몽구

### 목소리 출연
- 이미자 - 하늘
- 최덕희 - 유리
- 우정신 - 민우
- 홍시호 - 큐빅스, 몽구
- 이정구 - 강한, 데모닉스
- 김기현 - 닥터 케이
- 정미숙 - 헤라
- 배주영 - 동동
- 이종혁 - 마그넷
- 이현진 - 그외 로봇들

### 제작진
- 기획 - 시네픽스
- 제작총지휘 - 황경준
- 시나리오, 스토리보드 감독 - Katsumi Minokuchi
- 시나리오 - Hirano Yasushi
- 스토리보드 - 정종훈, 조성민
- 미술감독 - 양호영
- 디자인 팀장 - 김영모
- 주임모뎁러 -강호은
- 주임스토리보드 - 이수경, Habara Nobuyoshi
- 주임디자이너 - 김형원, 김태은, 송진섭, 이숙이, 임경정, 한규필
- 주임 애니메이터 - 이현복
- 주임 애니메이션 기술 - 김경희
- 애니메이션 기술 - 양홍규, 장우석
- 애니메이터 - 강희웅, 김세원, 김이걸, 김재환, 김천식 김태진, 김호, 김혜아, 박창민, 송광섭, 서혜승, 이송희  이은숙, 이종민, 정인영, 정현경, 최대성, 한수연, 홍석용
- 프스트 프로덕션 감독 - 김정한
- 프스트 프로덕션 팀장 - 강동원, 유재영
- CGI 특수효과 - 김성준, 신정섭, 조원진, 최현식
- CGI 조명, 합성, 렌더링 - 고나경, 민기정, 박정원, 신태영  오재우, 오준서, 정성훈
- CGI 조명 - 김기범, 노남우, 윤도익, 장민희
- 캐스팅, 제작 코디네이터 - 김남준, 조헌윤
- Avid 편집 - 이수경
- 선 녹음연출 - 윤진영
- 대사 녹음 - 김석호(돌코 프로덕션)
- 사운드 디자이너 - 정창국, 윤학규
- 믹싱 엔지니어 - 이경현
- 오디오 프스트 프로덕션 - 펩 디지털 오디오 프로덕션
- 주제가 제작
- 주제가 작사 - 김주희
- 주제가 작곡, 편곡 - 방용석, 김준휘
- Myfrlend 노래 - 박응식, 김재현, 정안수, Cool Cat
- 큐빅스와 나 노래 - 방대식, 정재윤, Cool Cat
- 모델러 - 강은정, 김태균, 김운섭 오세훈, 문지현, 정수진, 정균채
- 시놉시스 - 시네픽스
- 4키즈 엔터테인먼트
- Xebec
- 애니 감독 - 이치훈
- 애니 팀장 - 김필종, 박민선, 이선욱
- 책임 프로듀서 - 황경준, 정욱
- 프로듀서 - 존 프라세코.  조신희
- 감독 - 허준범
- 제작자 - 스티브 아스쿠트
- 편집 - 팀 구루
- 각본 - 네빌 헌트
- 우리말제작 - KBS미디어
- 기획 - KBS
- 제작 - 대원미디어, 4키즈 엔터테인먼트
- 배급 - 해즈브로 스튜디오

## 방영 에피소드 목록
1. 롤러코스터
2. 칩시네이터
3. 수축하는 로봇
4. 충돌 실험
5. 티라닉스
6. 로봇의 하루
7. 미디어 스톰
8. 서커스
9. 버블 타운 소원과 EPU 꿈
10. 클랭크
11. 막시믹스 존재의 중요성
12. 전쟁 삼각형
13. 최종 대결

| KBS 2TV 목요일 애니메이션                            | KBS 2TV 목요일 애니메이션                        | KBS 2TV 목요일 애니메이션                 |
| 이전 작품                                            | 작품명                                           | 다음 작품                                 |
| ---------------------------------------------------- | ------------------------------------------------ | ----------------------------------------- |
| 내 친구 우비소년 (2003년 12월 18일 ~ 2004년 2월 5일) | 로보짱 큐빅스 (2004년 2월 12일 ~ 2004년 5월 6일) | 네티비 (2004년 5월 13일 ~ 2004년 8월 5일) |